# جوناثان كوبر
جوناثان كوبر (بالإنجليزية: Jonathan Cooper)‏ (و. 1990  م) هو لاعب كرة قدم أمريكية، من الولايات المتحدة، ولد في ويلمينغتون، كارولاينا الشمالية، يلعب كحارس ‏.

## التعليم
تعلم في John T. Hoggard High School ‏.